# Robert Hahn (Philosoph)
Robert Alan Hahn (* 25. August 1952 in New York City) ist ein US-amerikanischer Philosoph und Philosophiehistoriker.
Nach dem B.A. in Philosophie am Union College 1973 und der Aufnahme in die Ehrengesellschaft Phi Beta Kappa im selben Jahr verbrachte Hahn sein erstes Graduiertenjahr 1973/1974 an der University of California, Berkeley (in den Departments für Philosophie und Classics). 1972 absolvierte er zudem ein Sommerintensivworkshop in Sanskrit an der University of Chicago, 1973 einen solchen in Altgriechisch an der University of California, Berkeley. Er wechselte dann an die Yale University, um dort 1975 den M.A. sowie 1976 den M. Phil. und den Ph.D. in Philosophie zu erlangen. Seine Dissertation bei Karsten Harries, Robert S. Brumbaugh und Heinrich von Staden trug den Titel: Did Plato ‘Schematize’ the Forms? An Examination of Structure, Value, and Time in the Later Dialectical Dialogues.
Hahn war dann 1976 zunächst Postdoctoral Fellow an der University of California, Berkeley bei Gregory Vlastos, 1977 Lecturer an der Yale University, 1977–1978 Assistant Professor an der University of Texas at Arlington, 1979–1981 dasselbe an der Harvard University und 1978–1981 an der Brandeis University sowie 1981–1982 an der Denison University. 1982 wechselte er in derselben Funktion an die Southern Illinois University Carbondale, an der er 1988 zum Associate Professor und 2002 zum Professor of Philosophy aufstieg. Nach 42 Jahren an dieser Universität ging er zum 1. Januar 2025 in den Ruhestand.
1978 gründete Hahn an der Brandeis University das Boston Area Colloquium in Ancient Philosophy.
Hahn arbeitet zur Geschichte der Philosophie, insbesondere zur Geschichte der antiken griechischen Philosophie, zur Geschichte und Philosophie der Naturwissenschaft, Logik und Ethik. Unter den Autoren widmete er sich besonders Immanuel Kant, Platon und Aristoteles. Bekannt geworden ist er durch seine Arbeiten zum Beitrag der antiken ägyptischen und griechischen Architektur und Bautechnologie sowie der antiken Geometrie und Mathematik zu den Ursprüngen der Philosophie in Griechenland, vor allem bei Anaximander.

## Schriften (Auswahl)
- The Metaphysics of the Pythagorean Theorem: Thales, Pythagoras, Engineering, Diagrams, and the Construction of the Cosmos out of Right Triangles. State University of New York Press, New York 2017; Paperback 2018.
- Archaeology and the Origins of Philosophy. State University of New York Press, New York 2010; Paperback 2011.
- Numbers and Proportions in Anaximander and Early Greek Thought. In: Dirk Couprie, Robert Hahn, Gerard Naddaf (Hrsg.), Anaximander in Context: New Studies on the Origins of Greek Philosophy. State University of New York Press, New York 2003, Nachdruck 2004, S. 72–163. – Rezension von Robin Waterfield, Bryn Mawr Classical Review 2002.12.03
- Anaximander and the Architects: The Contribution of Egyptian and Greek Architectural Technologies to the Origins of Greek Philosophy. State University of New York Press, New York 2001, Nachdruck 2005.
- Kant’s ‘Newtonian Revolution’ in Philosophy (The Journal of the History of Philosophy, Monograph Series). Southern Illinois University Press, Carbondale 1988.